# Kokuraichthys
Kokuraichthys è un genere estinto di pesci ossei, forse appartenente all'ordine Hiodontiformes, vissuto nel Cretaceo inferiore in quella che oggi è l’isola di Kyushu, in Giappone. Il genere è rappresentato da un’unica specie, Kokuraichthys tokuriki.

## Descrizione
L’olotipo, osservabile dal lato sinistro, è quasi completo ma manca della parte antero-ventrale del cranio. Il profilo dorsale è moderatamente convesso dalla punta del muso fino all'origine della pinna dorsale. Il margine ventrale dell’addome è marcatamente convesso, con una profondità addominale superiore a quella dorsale. La pinna dorsale è situata leggermente dietro la metà del corpo e presenta nove raggi prossimali. La pinna anale è eccezionalmente lunga e la sua base misura circa 3,2 volte quella della dorsale, con 31 pterigiofori prossimali.
Il numero di vertebre preurali è di 36 o 37. Il basipterigio delle pinne pelviche è corto e si trova poco anteriormente rispetto all’origine della pinna dorsale. Le pinne pelviche sono posizionate circa a metà del corpo.

## Classificazione
Kokuraichthys è stato descritto da Yoshitaka Yabumoto nel 2013 sulla base di un singolo esemplare fossile rinvenuto nella Formazione Dobaru del sottogruppo Wakino, nella regione settentrionale di Kyushu, e risalente all'inizio del Cretaceo. Il fossile è conservato presso il Museo di Storia Naturale e Umana di Kitakyushu con la sigla KMNH VP 100,326.
L'assegnazione all'ordine Hiodontiformes è considerata provvisoria ma supportata da varie caratteristiche morfologiche, tra cui la lunga base della pinna anale, la posizione anteriore della pinna dorsale e la riduzione della spina neurale sul primo centro preurale. Kokuraichthys si distingue anche per la presenza di un solo epurale e l’assenza di spine neurali sul primo centro urale, tratti condivisi con i Lycopteriformes, suggerendo affinità morfologiche intermedie.
Kokuraichthys tokuriki, in ogni caso, rappresenta uno dei pochi casi noti di Hiodontiformes nel Cretaceo asiatico e fornisce nuovi dati utili a chiarire l’evoluzione iniziale degli Osteoglossomorpha.